# Новости систематики высших растений
Новости систематики высших растений — ботанический научный периодический журнал, издаваемый ботаническим институтом им. В.Л. Комарова РАН, освещающий современные вопросы систематики и географии сосудистых растений, публикующий новейшие результаты в области систематики высших растений, в том числе описаний новых таксонов в соответствии с правилами Международного кодекса номенклатуры водорослей, грибов и растений.
Журнал включён в библиографическую базу данных РИНЦ, индексируется Dimensions, номера поступают в крупнейшие ботанические библиотеки мира, числится в основных перечнях ботанической периодики, рассылается Библиотекой РАН в порядке обмена научными изданиями.

## История
Под современным названием издание выходит ежегодно с 1964 года, основано в 1919 году, как серия ботанических изданий:
- «Ботанические материалы Гербария Главного ботанического сада РСФСР» (1919—1924),
- «Ботанические материалы Гербария Главного ботанического сада СССР» (1926),
- «Ботанические материалы Гербария Ботанического института им. В. Л. Комарова Академии наук СССР» (1937—1963),

и фактически является их современным продолжением, имеющим почти столетнюю историю.
На протяжении истории издание возглавляли видные ученые: Б. А. Федченко (1919—1924), В. Л. Комаров (1926—1946), Б. К. Шишкин (1947—1963), И. А. Линчевский (1964—1968), И. Т. Васильченко (1969—1978), В. И. Грубов (1979—1987), Т. В. Егорова (1988—2007), Н. Н. Цвелёв (2008—2014).

## Тематика публикаций
Журнал публикует оригинальные статьи по систематике и географии сосудистых растений.
Публикуются описания новых таксонов.
Обзоры таксонов различных рангов для России и её регионов, для отдельных регионов мира, и в глобальном, мировом объеме.
Освещаются наиболее важные флористические новинки для крупных регионов мира.
Приводятся сведения о хранящихся в Гербариях типовых образцах, обозначения лекто-, нео-, эпитипов.
В разделе «Номенклатурные заметки» публикуются краткие сообщения, обнародующие новые номенклатурные комбинации (combinationes novae), названия в новом ранге (status novi) и замещающие названия (nomina nova), уточняются приоритетные названия таксонов и библиографические данные.
Для всех статей проводится независимое рецензирование и научное редактирование.
За публикацию материалов с авторов плата не взимается.
Рекомендуемая форма для цитирования: Новости сист. высш. раст., в иностранных публикациях используется Novosti Sist. Vyssh. Rast.